# Fox Chase
Fox Chase is een plaats (city) in de Amerikaanse staat Kentucky, en valt bestuurlijk gezien onder Bullitt County.

## Demografie
Bij de volkstelling in 2000 werd het aantal inwoners vastgesteld op 476.
In 2006 is het aantal inwoners door het United States Census Bureau geschat op 506, een stijging van 30 (6,3%).

## Geografie
Volgens het United States Census Bureau beslaat de plaats een oppervlakte van
0,9 km², geheel bestaande uit land.

## Plaatsen in de nabije omgeving
De onderstaande figuur toont nabijgelegen plaatsen in een straal van 4 km rond Fox Chase.